# Ти не самотній
Ти не самотній (Koi… Mil Gaya) — індійський науково-фантастичний бойовик — драма 2003 року, знятий і продюсований Ракешем Рошаном. Вперше показаний 8 серпня 2003 року.

## Про фільм
Молодий чоловік із вадами розвитку намагається продовжити роботу свого батька.
Він спілкується з інопланетянами із космосу. Це призводить до чогось чудесного та чудового.

## Знімались
| Актор              | Роль         |
| ------------------ | ------------ |
| Рекха              | Сонія        |
| Рітік Рошан        | Рохіт        |
| Приті Зінта        | Ніша         |
| Раджат Беді        | Радж         |
| Прем Чопра         | Харбанс      |
| Раджив Верма       | батько       |
| Біна Банерджі      | мати         |
| Анджана Мумтаз     | Пані Харбанс |
| Мукеш Ріші         | інспектор    |
| Джонні Левер       | Челарам      |
| Анудж Пандіт Шарма | Бітту        |
| Хансіка Мотвані    | Прія         |
| Ракешш Рошан       | Санджай      |